# Репетиція

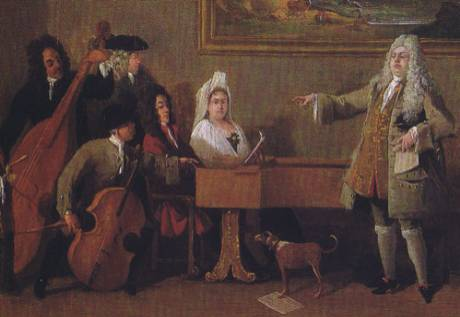
Худ. Марко Річчі. Репетиція опери в добу рококо, керує Николо Хайм. Живопис на кришці клавесину. 1709 р.

Репетиція  (лат. repetitio) — вивчення і повторення текстів, партитури, розподілу акторів під час майбутньої вистави чи концерту на сцені. Це узгодження усіх компонентів майбутнього видовища, випробування сценічних ефектів, відсіч зайвого та невдалого тощо.
Перші репетиції відбуваються зазвичай без глядачів. Репетиціям передують вибір акторів та музик, підготовка літературних та музичних матеріалів (віршів, лібретто, музичних партитур), концертних костюмів, сценічних декорацій тощо.
Генеральна репетиція — зазвичай остання, коли відбувається останній повтор вистави чи концерту перед прем'єрою. Відбувається або при комісії, що приймає виставу, або при обмеженій кількості глядачів для вивчення реакції публіки.

## Обрані твори (галерея)

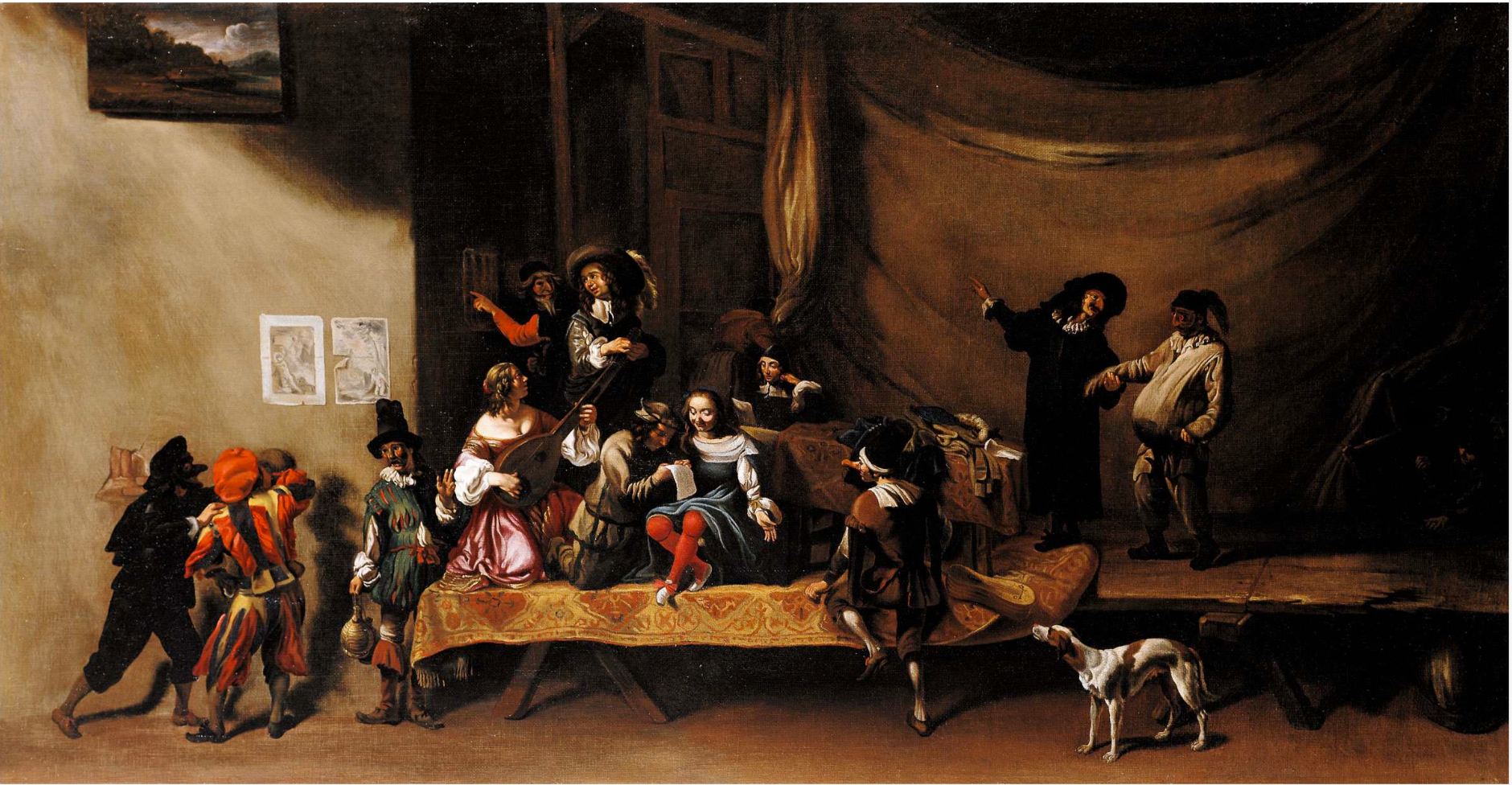
Мікеланджело Черквоцці. «Репетиція комедії дель арте», до 1640 р. Галерея Канессо, Париж

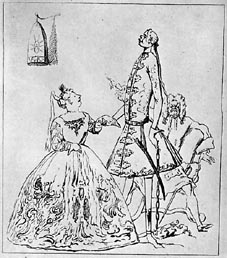
Худ. Марко Річчі. Карикатура на оперних співаків Франческу Куццоні(сидить) та Фарінеллі. Особа в перуці, можливо, композитор Георг Фрідріх Гендель
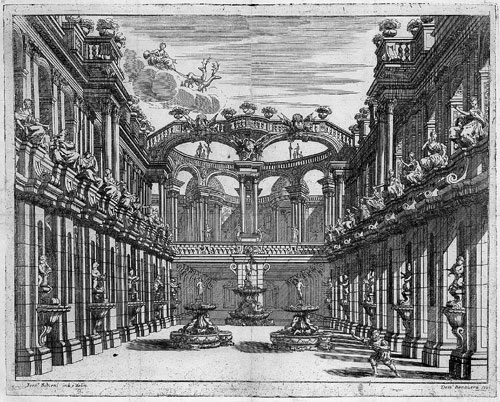
Сценограф Фердинандо Бібієна, сценічна декорація
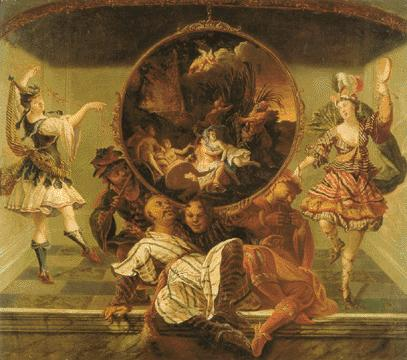
Худ. Жак Дюплессі. Вистава доби рококо
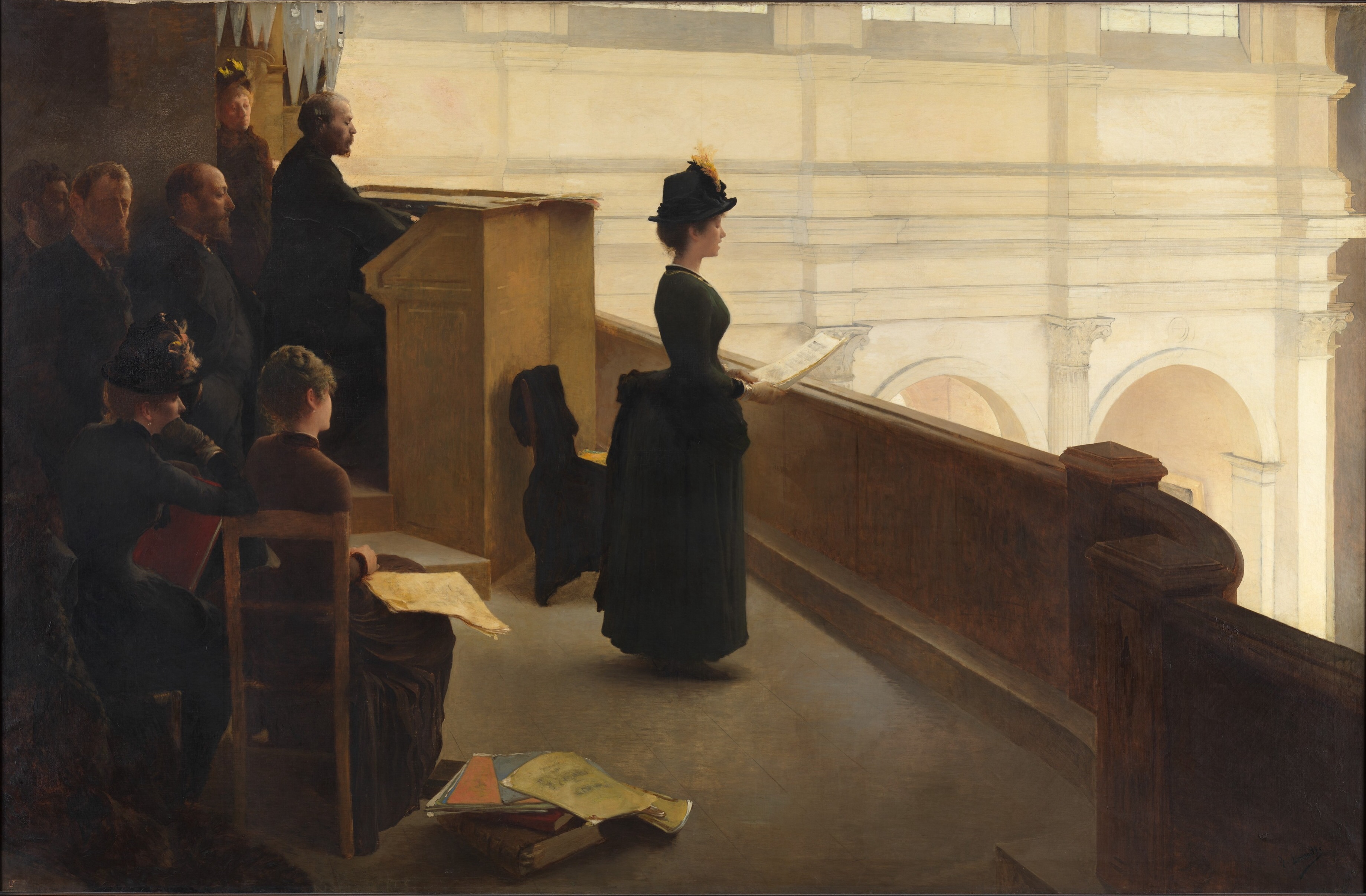
Анрі Льороль. «Репетиція з органом» (1887)
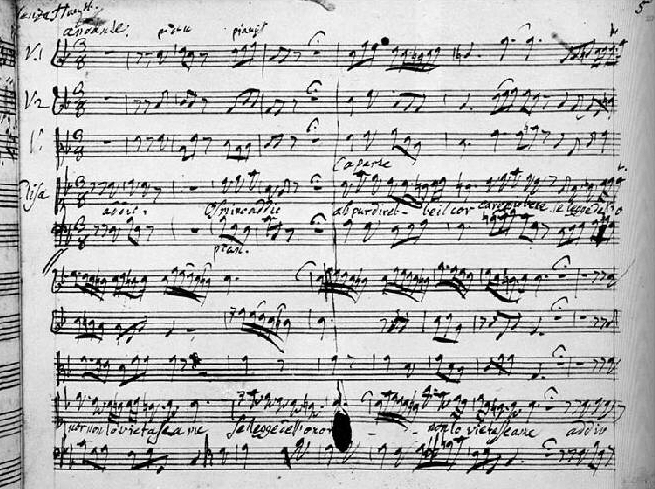
Рукопис опери «Толомео» Генделя, 1727-28 рр.